# Siphonoecetes (Centraloecetes) pallidus
Siphonoecetes (Centraloecetes) pallidus is een vlokreeftensoort uit de familie van de Ischyroceridae. De wetenschappelijke naam van de soort is voor het eerst geldig gepubliceerd in 1882 door Sars.